# Aoga-shima

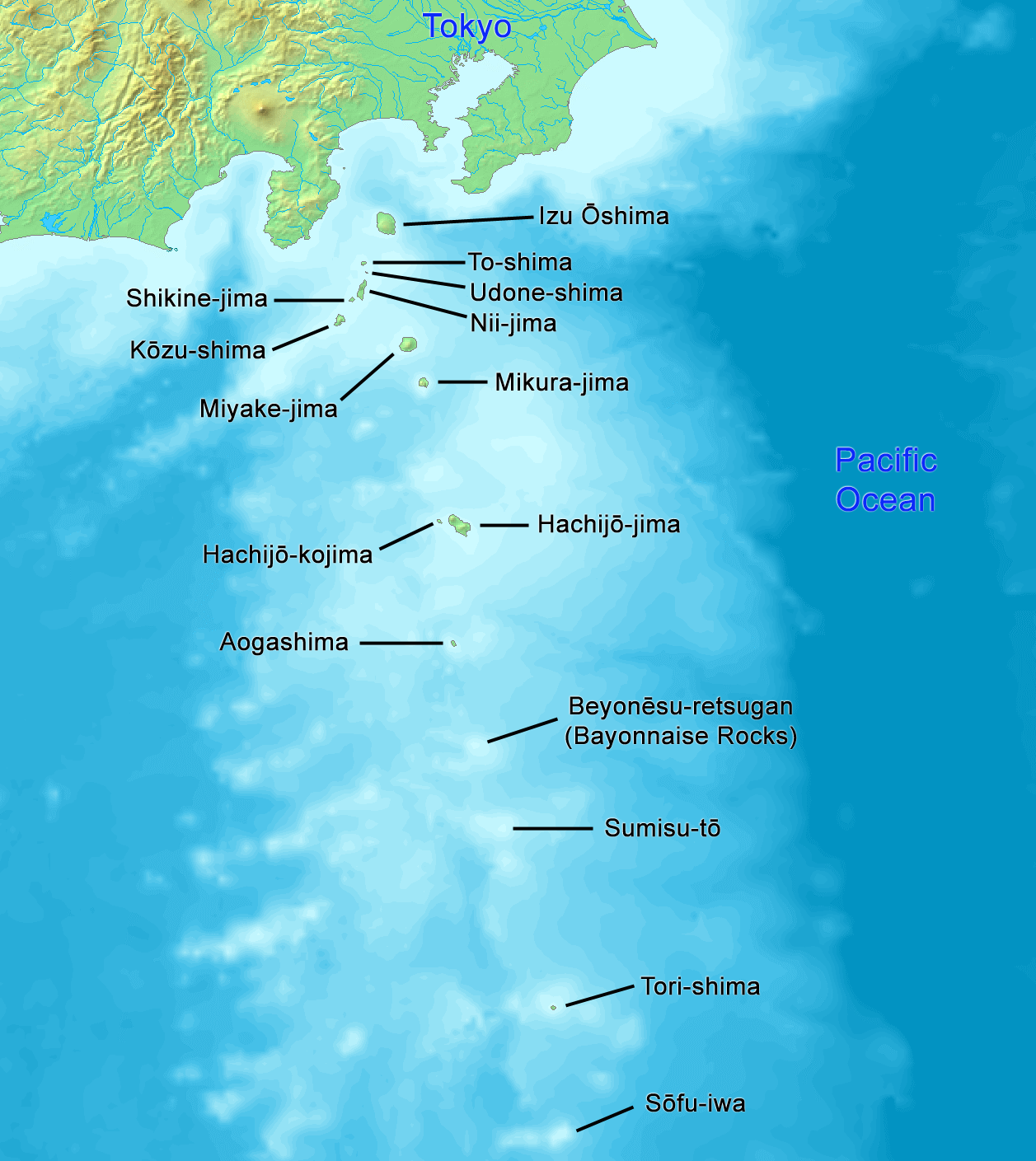
Izuöarna, Aoga-shima i mitten

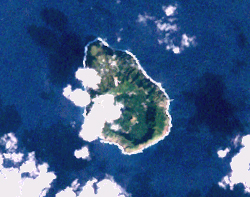
bild över Aoga-shima

Aoga-shima (japanska: 青ヶ島?, Aoga-shima) är en ö bland Izuöarna i nordvästra Stilla havet som tillhör Japan.

## Geografi
Aoga-shima ligger cirka 358 kilometer söder om Tokyo och ca 70 km söder om huvudön Izu-Ōshima.
Ön är av vulkaniskt ursprung och har en areal om cirka 5,98 km² med en längd på omkring 3 kilometer och en bredd på 1 kilometer. Den högsta höjden är vulkanen Otonbu-yama på cirka 423 m ö.h. (1). Ön ingår i också i Fuji-Hakone-Izu nationalpark.
Befolkningen uppgår till ca 200 invånare som bor i huvudorten på öns nordvästra del. Förvaltningsmässigt utgör ön del i subprefekturen Hachijō-shichō i Tokyo prefektur på huvudön Honshu. Hachijō-jima ca 70 km norrut utgör området "Hachijō-machi" (Hachijō stad) och Aoga-shima utgör området "Aogashima-mura" (Aogashima by). Båda delområden kräver förvaltningsrätten över de obebodda småöarna Beyonesu retsugan (Bayonaiseklipporna), Sumisutō-jima (Smithön), Sofugan (även Sōfu-Iwa. På engelska Lot's Wife Rocks) och Tori-shima.
Ön kan endast nås med fartyg då den saknar flygplats. Det finns regelbundna färjeförbindelse med Tokyo på fastlandet.

## Historia
Det är osäkert när Izuöarna upptäcktes men de har varit bebodda i flera tusen år.
Åren 1783 till 1785 hade öns vulkan sitt senaste utbrott.
1878 under Meijirestaurationen blev området en del i Tokyo prefektur.
1936 skapades nationalparken Fuji-Hakone-Izu nationalpark och området införlivades i parkområdet 1964.